# Arkas SK
Arkas SK är volleybollsektionen av multisportklubben Arkas SK. Herrsektionen bildades 1999 och har varit framgångsrika då de vann den europeiska cupturneringen CEV Challenge Cup 2007/2008 och har vunnit turkiska mästerskapet fyra gånger och turkiska cupen tre gånger. Damsektionen, grundad 2007, har varit mindre framgångsrik och som bäst spelat i Voleybol 1. Ligi.